# 芬納 (紐約州)
芬納（英語：Fenner）是一個位於美國紐約州麥迪遜縣的鎮。

## 人口
根據2020年美國人口普查的數據，芬納的面積為80.53平方千米，當中陸地面積為80.41平方千米，而水域面積為0.12平方千米。當地共有人口1668人，而人口密度為每平方千米21人。